# Himantura uarnak
Himantura uarnak és una espècie de peix pertanyent a la família dels dasiàtids.

## Descripció
- Pot arribar a fer 200 cm de llargària màxima[3] (normalment, en fa 45)[4] i 120 kg de pes.[5]
- Disc de color marró clar amb taques fosques, les quals són espaiades en els joves però nombroses, fins al punt de formar un patró reticulat, en els adults. No té espines però presenta denticles al llarg de l'esquena en els exemplars adults.
- Zona ventral de color blanc.
- Cua llarga, prima, amb franges blanques i negres, de gairebé tres vegades la longitud del cos i amb un fibló de mida mitjana.
- Musell punxegut.[6][7]

## Reproducció
És ovovivípar.

## Alimentació
Menja peixets, bivalves, crancs, gambes, cucs i grumers.

## Hàbitat
És un peix d'aigua marina i salabrosa; associat als esculls; amfídrom i de clima subtropical (23 °C-26 °C; 38°N-32°S) que viu entre 20 i 50 m de fondària.

## Distribució geogràfica
Es troba des del mar Roig (i la Mediterrània oriental a través del canal de Suez) fins a l'Àfrica austral, la Polinèsia Francesa, Taiwan i Austràlia, incloent-hi el mar d'Arafura i l'estuari del riu Ganges.

## Ús comercial
És emprat en la medicina tradicional xinesa i consumit per la seua carn, pell (d'alt valor) i cartílag. A més, la seua cua és utilitzada com a element decoratiu.

## Observacions
És popular entre els afeccionats a la pesca esportiva, tot i que és verinós per als humans.